# Bandstjärtsduva
Bandstjärtsduva (Patagioenas fasciata) är en amerikansk fågel i familjen duvor inom ordningen duvfåglar. Den har en vid utbredning från västra Nordamerika söderut till nordvästra Argentina. Vissa urskiljer de sydamerikanska fåglarna som en egen art.

## Utseende och läten
Bandstjärtsduvan är en rätt stor (34–40 cm) ljusgrå och lavendelfärgad duva. Jämfört med tamduvan har den mer rundade vingar och längre stjärt. Karakteristiskt är ett brett ljusare grått ändband på stjärten som gett arten dess namn. Näbben är gul, liksom ben och fötter, och ögat är mörkt. I flykten syns, förutom stjärtbandet, grå undre vingtäckare och mörka vingspetsar. Sången är hes och djupt uggleliknande, i engelsk litteratur återgiven "hu-whoo, hu-whoo...".

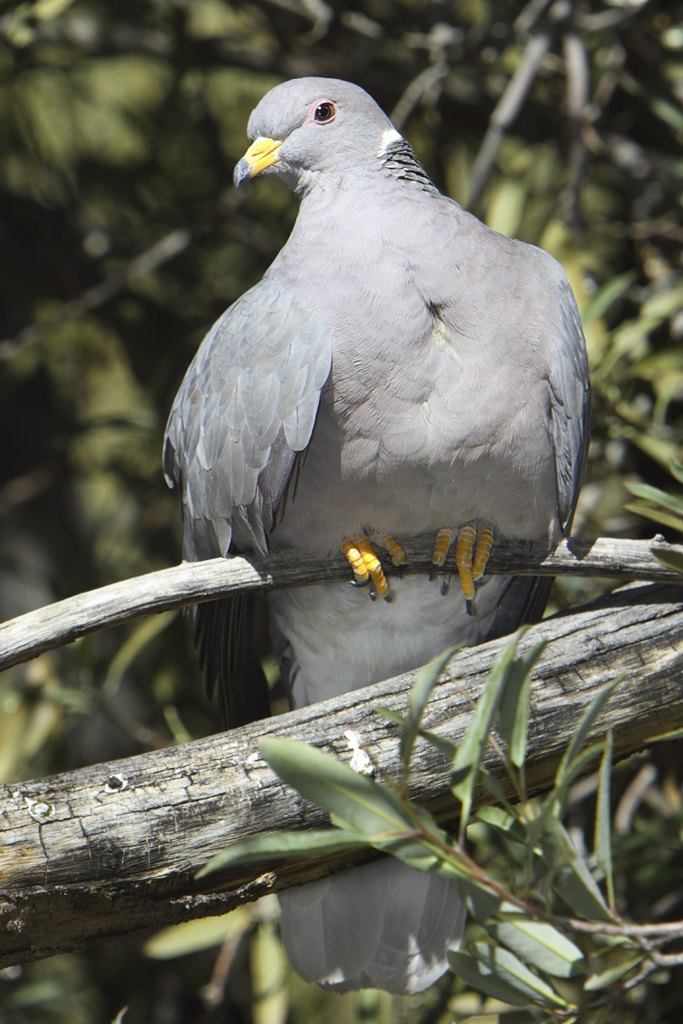

Sydamerikanska fåglar skiljer sig något genom bland annat helgul näbb (nordliga har svart näbbspets), mörkare grå undersida och grönglans på halssidan, ej bronsfärgat. Fåglar i Costa Rica och Panama (crissalis) är intermediära.

## Utbredning och systematik
Fågeln delas vanligen in i följande sex underarter:
- Patagioenas fasciata monilis – sydöstra Alaska och västra Kanada till västra USA
- Patagioenas fasciata fasciata – västcentrala och sydvästra USA till Nicaragua
- Patagioenas fasciata vioscae – södra Baja California
- Patagioenas fasciata crissalis – Costa Rica och västra Panama
- Patagioenas fasciata albilinea – Colombia till nordvästra Argentina
- Patagioenas fasciata roraimae – bergen Roraima och Duida i södra Venezuela

Tongivande Clements et al har istället en annan indelning där monilis inkluderas i fasciata, medan två andra underarter urskiljs, letonai med utbredning i Honduras och El Salvador samt parva i norra Nicaragua. Sedan 2014 urskiljer Birdlife International och naturvårdsunionen IUCN crissalis, albilinea och roraimae tillsammans som en egen art, "sydlig bandstjärtsduva" (P. albilinea).

### Släktestillhörighet
Tidigare inkluderades arterna Patagioenas i Columba, men genetiska studier visar att de amerikanska arterna utgör en egen klad, där Gamla världens arter står närmare släktet Streptopelia.

## Levnadssätt
Bandstjärtsduvan är vanlig i ekskogar eller barrskogar med inslag av ek. Den ses vanligen i småflockar på jakt efter frukt och frön, inklusive ekollon.

## Status
IUCN delar upp bandstjärtsduvan i två arter och bedömer hotstatus för dem var för sig, dels nominatformen, monilis och vioscae, dels albilinea, crissalis och roraimae. Båda anses minska i antal, dock inte tillräckligt kraftigt för att de ska anses vara hotade och placeras därför i hotkategorin livskraftig.